# UCA El Salvador
Az UCA El Salvador (Universidad Centroamericana "José Simeón Cañas") nonprofit célú magánegyetem San Salvadorban, Salvador fővárosában, amelyet a Jézus Társasága vezet.

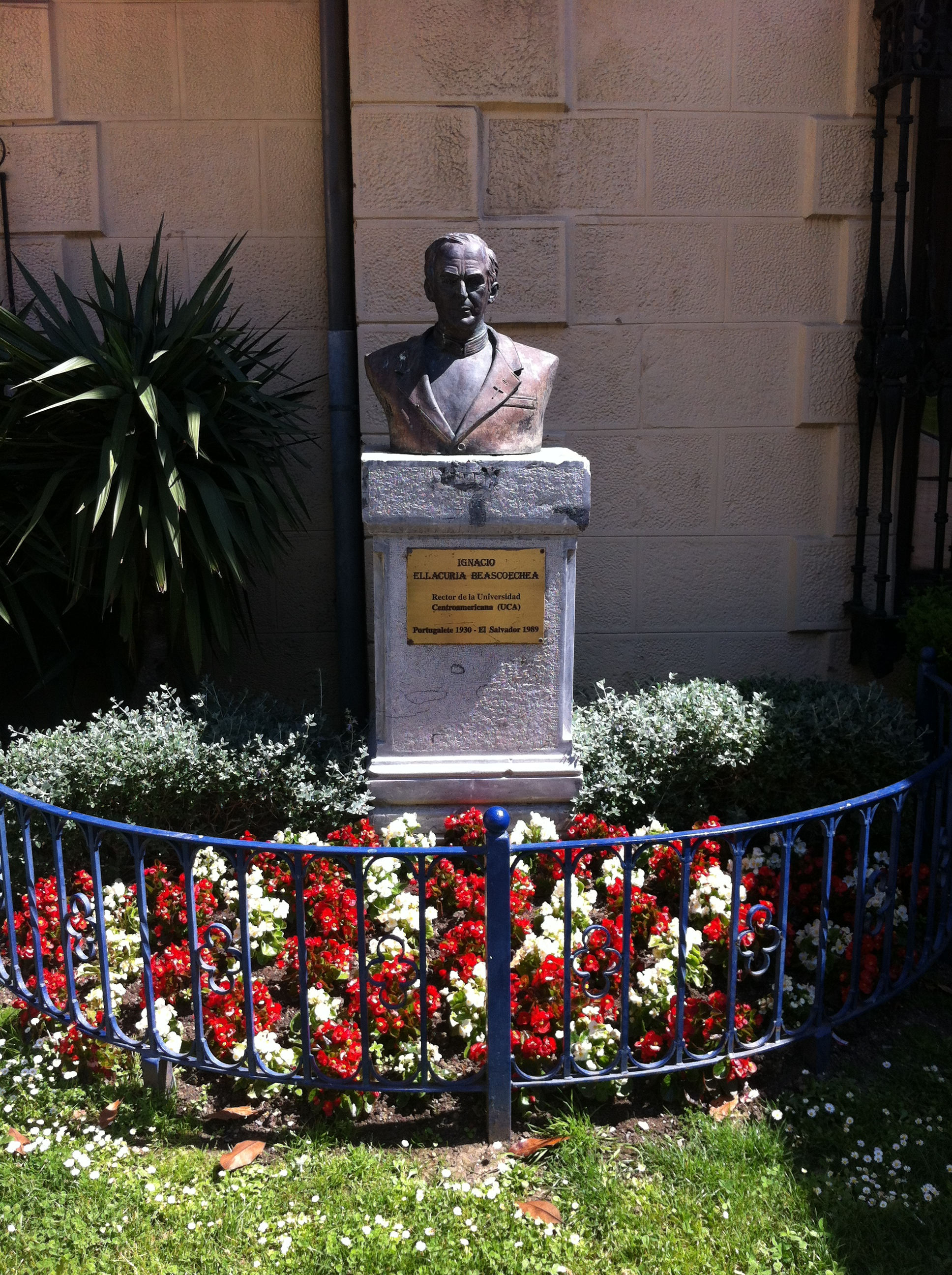
Ignacio Ellacurías mellszobra

1965. szeptember 15-én alapították római katolikus családok egy csoportjának kérésére, amelyek a salvadori kormányhoz és a Jézus Társasághoz fordultak annak érdekében, hogy az El Salvador-i Egyetem alternatívájaként egy másik egyetemet hozzanak létre, az ország első magán felsőoktatási intézményévé válva.
A jezsuiták a Nicaraguai Közép-amerikai Egyetemet (UCA Managua) is irányítják, amelyet 1960-ban nyitottak meg.

## Fordítás
Ez a szócikk részben vagy egészben  a   Central American University című angol Wikipédia-szócikk ezen változatának fordításán alapul.  Az eredeti cikk szerkesztőit annak laptörténete sorolja fel. Ez a jelzés csupán a megfogalmazás eredetét és a szerzői jogokat jelzi, nem szolgál a cikkben szereplő információk forrásmegjelöléseként.